# Bogdan Norčič
Bogdan Norčič (ur. 19 września 1953 w Kranju, zm. 4 kwietnia 2004 w Adergasie) – słoweński skoczek narciarski, reprezentant kraju, dwukrotny olimpijczyk, trener.

## Kariera
Kariera sportowa Bogdana Norčiča trwała w latach 1968–1983. Sukcesy odnosił w latach 70. i 80. Dwukrotnie stawał na podium Pucharu Świata w Sapporo (w dniach 12–13 stycznia 1980 roku – odpowiednio 2. i 3. miejsce). W styczniu 1979 roku na Turnieju Czterech Skoczni, w konkursie w Garmisch-Partenkirchen (rozgrywanym wyjątkowo 2 stycznia) także zajął drugie miejsce.
Startował również na dwóch igrzyskach olimpijskich: Innsbruck 1976 (38. miejsce na normalnej skoczni, 28. miejsce na dużej skoczni) oraz Lake Placid 1980 (48. miejsce na normalnej skoczni, 38. miejsce na dużej skoczni).
W 1977 roku w Planicy (skacząc jako przedskoczek) jako pierwszy zawodnik przekroczył barierę długości skoku 180 m. Skok ustał jednak z podpórką, wskutek czego uzyskany przez niego rezultat 181 m nie został uznany za oficjalny rekord świata. Zdobył także jedenaście tytułów mistrza Jugosławii.

## Igrzyska olimpijskie

### Indywidualnie
| 1976 Innsbruck   | – | 38. miejsce (K-84), 28. miejsce (K-104) |
| 1980 Lake Placid | – | 48. miejsce (K-86), 38. miejsce (K-114) |

### Starty B. Norčiča na igrzyskach olimpijskich – szczegółowo
| Miejsce | Dzień     | Rok  | Miejscowość | Skocznia            | Punkt K | HS | Konkurs  | Skok 1 | Skok 2 | Nota      | Strata    | Zwycięzca             |
| ------- | --------- | ---- | ----------- | ------------------- | ------- | -- | -------- | ------ | ------ | --------- | --------- | --------------------- |
| 38.     | 7 lutego  | 1976 | Innsbruck   | Bergisel            | K-80    | –  | indywid. | 74,5 m | 75,0 m | 205,8 pkt | 46,2 pkt  | Hans-Georg Aschenbach |
| 28.     | 15 lutego | 1976 | Innsbruck   | Bergisel            | K-104   | –  | indywid. | 85,0 m | 82,5 m | 178,0 pkt | 56,8 pkt  | Karl Schnabl          |
| 48.     | 17 lutego | 1980 | Lake Placid | MacKenzie Intervale | K-86    | –  | indywid. | 55,0 m | 62,0 m | 124,6 pkt | 141,7 pkt | Toni Innauer          |
| 38.     | 23 lutego | 1980 | Lake Placid | MacKenzie Intervale | K-114   | –  | indywid. | 87,0 m | 98,0 m | 187,4 pkt | 83,6 pkt  | Jouko Törmänen        |

## Mistrzostwa świata

### Indywidualnie
| 1978 Lahti | – | 25. miejsce (K-70), 14. miejsce (K-90) |

### Starty B. Norčiča na mistrzostwach świata – szczegółowo
| Miejsce | Dzień     | Rok  | Miejscowość | Skocznia     | Punkt K | HS | Konkurs  | Skok 1  | Skok 2  | Nota      | Strata   | Zwycięzca      |
| ------- | --------- | ---- | ----------- | ------------ | ------- | -- | -------- | ------- | ------- | --------- | -------- | -------------- |
| 25.     | 18 lutego | 1978 | Lahti       | Salpausselkä | K-70    | –  | indywid. | 82,5 m  | 75,0 m  | 221,9 pkt | 31,3 pkt | Matthias Buse  |
| 14.     | 26 lutego | 1978 | Lahti       | Salpausselkä | K-90    | –  | indywid. | 105,5 m | 103,0 m | 226,7 pkt | 29,9 pkt | Tapio Räisänen |

## Mistrzostwa świata w lotach narciarskich

### Indywidualnie
| 1972 Planica    | – | 23. miejsce |
| 1973 Oberstdorf | – | 36. miejsce |
| 1975 Tauplitz   | – | 20. miejsce |
| 1977 Vikersund  | – | 17. miejsce |
| 1979 Planica    | – | 27. miejsce |
| 1981 Oberstdorf | – | 30. miejsce |

### Starty B. Norčiča na mistrzostwach świata w lotach – szczegółowo
| Miejsce | Dzień       | Rok  | Miejscowość              | Skocznia                     | Punkt K | HS | Konkurs  | Skok 1  | Skok 2  | Skok 3  | Skok 4  | Skok 5  | Skok 6 | Nota      | Strata    | Zwycięzca             |
| ------- | ----------- | ---- | ------------------------ | ---------------------------- | ------- | -- | -------- | ------- | ------- | ------- | ------- | ------- | ------ | --------- | --------- | --------------------- |
| 23.     | 24–26 marca | 1972 | Planica                  | Velikanka                    | K-165   | –  | indywid. | 104,0 m | 131,0 m | –       | –       | –       | –      | 325,5 pkt | 102,0 pkt | Walter Steiner        |
| 36.     | 8–10 marca  | 1973 | Oberstdorf               | Heini-Klopfer-Skiflugschanze | K-175   | –  | indywid. | 93,0 m  | 134,0 m | –       | –       | –       | –      | 303,0 pkt | 115,5 pkt | Hans-Georg Aschenbach |
| 20.     | 14–16 marca | 1975 | Tauplitz/Bad Mitterndorf | Kulm                         | K-165   | –  | indywid. | 120,0 m | 125,0 m | 97,0 m  | 123,0 m | 119,0 m | 96,0 m | 419,0 pkt | 93,5 pkt  | Karel Kodejška        |
| 17.     | 18 lutego   | 1977 | Vikersund                | Bergisel                     | K-150   | –  | indywid. | 123,0 m | 128,0 m | 114,0 m | 122,0 m | –       | –      | 459,0 pkt | 105,5 pkt | Walter Steiner        |
| 27.     | 15–18 marca | 1979 | Planica                  | Bergisel                     | K-165   | –  | indywid. | 138,0 m | 137,0 m | 132,0 m | 136,0 m | –       | –      | 598,0 pkt | 143,5 pkt | Armin Kogler          |
| 30.     | 27 lutego   | 1981 | Oberstdorf               | Bergisel                     | K-175   | –  | indywid. |         |         |         |         | –       | –      | 802,5 pkt | 398,5 pkt | Jari Puikkonen        |

## Puchar Świata

### Miejsca w klasyfikacji generalnej
| Sezon     | Miejsce          |
| --------- | ---------------- |
| 1979/1980 | 20.              |
| 1980/1981 | 70.              |
| 1982/1983 | nieklasyfikowany |

### Miejsca na podium
| Sezon PŚ  | 1. miejsce | 2. miejsce | 3. miejsce | Razem |
| --------- | ---------- | ---------- | ---------- | ----- |
| 1979/1980 | –          | 1          | 1          | 2     |
| 1980/1981 | –          | –          | –          | –     |
| 1982/1983 | –          | –          | –          | –     |
| Suma      | –          | 1          | 1          | 2     |

### Miejsca na podium w konkursach indywidualnych Pucharu Świata chronologicznie
| Nr | Dzień       | Rok  | Miejscowość | Skocznia  | Punkt K | HS | Skok 1  | Skok 2  | Nota      | Lok. | Strata   | Zwycięzca        |
| -- | ----------- | ---- | ----------- | --------- | ------- | -- | ------- | ------- | --------- | ---- | -------- | ---------------- |
| 1. | 12 stycznia | 1980 | Sapporo     | Ōkurayama | K-110   | –  | 113,0 m | 99,0 m  | 241,8 pkt | 2.   | 24,9 pkt | Hirokazu Yagi    |
| 2. | 13 stycznia | 1980 | Sapporo     | Ōkurayama | K-110   | –  | 107,0 m | 101,5 m | 238,8 pkt | 3.   | 16,3 pkt | Masahiro Akimoto |

### Miejsca w poszczególnych konkursach Pucharu Świata
| Sezon 1979/1980                                                                       |                        |                        |               |               |           |              |             |             |             |             |              |              |              |             |           |              |       |       |       |       |         |         |                     |                     |        |        |        |        |        |        |        |        |        |        |        |
| Cortina d’Ampezzo                                                                     | Oberstdorf             | Garmisch-Partenkirchen | Innsbruck     | Bischofshofen | Sapporo   | Sapporo      | Thunder Bay | Thunder Bay | Zakopane    | Zakopane    | Saint-Nizier | Saint-Nizier | Sankt Moritz | Gstaad      | Engelberg | Vikersund    | Lahti | Lahti | Falun | Oslo  | Planica | Planica | Szczyrbskie Jezioro | Szczyrbskie Jezioro | Punkty |        |        |        |        |        |        |        |        |        |        |
| 9                                                                                     | 17                     | 18                     | 12            | 17            | 2         | 3            | –           | –           | 9           | 13          | –            | –            | –            | –           | –         | –            | –     | –     | –     | –     | 11      | –       | –                   | –                   | 61     |        |        |        |        |        |        |        |        |        |        |
| Sezon 1980/1981                                                                       |                        |                        |               |               |           |              |             |             |             |             |              |              |              |             |           |              |       |       |       |       |         |         |                     |                     |        |        |        |        |        |        |        |        |        |        |        |
| Oberstdorf                                                                            | Garmisch-Partenkirchen | Innsbruck              | Bischofshofen | Harrachov     | Liberec   | Sankt Moritz | Gstaad      | Engelberg   | Ironwood    | Ironwood    | Sapporo      | Sapporo      | Thunder Bay  | Thunder Bay | Chamonix  | Saint Nizier | Lahti | Lahti | Falun | Oslo  | Bærum   | Planica | Planica             | Punkty              | Punkty | Punkty | Punkty | Punkty | Punkty | Punkty | Punkty | Punkty | Punkty | Punkty | Punkty |
| 51                                                                                    | 48                     | 78                     | 16            | –             | –         | –            | –           | –           | –           | –           | –            | 11           | –            | –           | –         | –            | –     | –     | –     | –     | –       | –       | –                   | 5                   | 5      | 5      | 5      | 5      | 5      | 5      | 5      | 5      | 5      | 5      | 5      |
| Sezon 1982/1983                                                                       |                        |                        |               |               |           |              |             |             |             |             |              |              |              |             |           |              |       |       |       |       |         |         |                     |                     |        |        |        |        |        |        |        |        |        |        |        |
| Cortina d’Ampezzo                                                                     | Oberstdorf             | Garmisch-Partenkirchen | Innsbruck     | Bischofshofen | Harrachov | Harrachov    | Lake Placid | Lake Placid | Thunder Bay | Thunder Bay | Sankt Moritz | Gstaad       | Engelberg    | Vikersund   | Vikersund | Vikersund    | Falun | Falun | Lahti | Lahti | Baerum  | Oslo    | Planica             | Planica             | Punkty |        |        |        |        |        |        |        |        |        |        |
| 43                                                                                    | –                      | –                      | –             | –             | –         | –            | –           | –           | –           | –           | –            | –            | –            | –           | –         | –            | –     | –     | –     | –     | –       | –       | 52                  | –                   | 0      |        |        |        |        |        |        |        |        |        |        |
| Legenda                                                                               |                        |                        |               |               |           |              |             |             |             |             |              |              |              |             |           |              |       |       |       |       |         |         |                     |                     |        |        |        |        |        |        |        |        |        |        |        |
| 1 2 3 4-10 11-15 poniżej 15 – – zawodnik nie wystartował (lub nie zakwalifikował się) |                        |                        |               |               |           |              |             |             |             |             |              |              |              |             |           |              |       |       |       |       |         |         |                     |                     |        |        |        |        |        |        |        |        |        |        |        |

## Turniej Czterech Skoczni

### Miejsca w klasyfikacji generalnej
| Sezon     | Miejsce |
| --------- | ------- |
| 1971/1972 | 57.     |
| 1972/1973 | 36.     |
| 1974/1975 | 32.     |
| 1975/1976 | 58.     |
| 1976/1977 | 28.     |
| 1977/1978 | 27.     |
| 1978/1979 | 15.     |
| 1979/1980 | 12.     |
| 1980/1981 | 44.     |

## Kariera trenerska
Bogdan Norčič po zakończeniu kariery sportowej rozpoczął karierę trenerską. Trenował m.in.: reprezentację Słowenii (1993–1995), reprezentację Holandii oraz Triglav Kranj, gdzie jego podopiecznym był m.in. Robert Kranjec.

## Życie prywatne
Bogdan Norčič miał syna Bine (ur. 1981), który również został skoczkiem narciarskim i trenerem. Zmarł 4 kwietnia 2004 roku w Adergasie w wieku 50 lat w wyniku choroby nowotworowej.